# CT Special Forces 3: Bioterror
CT Special Forces 3: Bioterror est un jeu vidéo de type run and gun développé par LSP Games sorti sur Game Boy Advance et PlayStation en 2004. Le jeu devait sortir en Amérique du Nord via l'éditeur Hip Games sous le titre CT Special Forces 3: Navy Ops mais a été annulé.